# 12379 Thulin
A 12379 Thulin (ideiglenes jelöléssel 1994 PQ11) a Naprendszer kisbolygóövében található aszteroida. Eric Walter Elst fedezte fel 1994. augusztus 10-én.